# 살찐꼬리가짜안테키누스
살찐꼬리가짜안테키누스(Pseudantechinus macdonnellensis)는 주머니고양이과에 속하는 유대류의 일종이다. 오스트레일리아 서부와 중부에서 서식한다.

## 분류
1896년 스펜서(Sir Walter Baldwin Spencer
)가 처음 기술했고, 파스코갈레속(Phascogale)으로 분류했다. 오랫동안 안테키누스속(Antechinus)에 포함시켜 왔다. 이전에는 안테키누스속에 알렉산드리아가짜안테키누스 (P. mimulus)와 닝빙가짜안테키누스 (P. ningbing), 울리가짜안테키누스 (P. woolleyae)를 포함했다. 오스트레일리아 중부의 바위 지역에서 흔하게 발견된다.

## 특징
중형 크기의 주머니고양이과 유대류 동물로 몸무게는 범위는 18~33g이고, 수명은 약 7년이다. 대형 개체군을 형성하는 것으로 추정되며, 일반적으로 보호지역 경계 안에서 서식한다. 그래서 멸종위기종으로 등록될 필요가 있을 정도 속도로 감소하게 될 것 같지 않다. 살찐꼬리가짜안테키누스는 주머니고양이과에 속하며, 학명은 앨리스스프링스 근처에서 이 종을 처음 발견한 맥도넬 레인지스(MacDonnell Ranges)의 이름에서 유래했다. 살찐꼬리가짜안테키누스의 몸길이는 9.5~10.5cm이며, 꼬리는 7.5~8.5cm, 몸무게는 20~45g 정도이다. 살이 쪄서 당근 모양으로 부푼 꼬리는 영양분 저장소 역할을 한다. 털은 회색빛 갈색이다. 새끼는 최대 6마리까지 낳고, 7~8월에 태어난다.(분포 지역의 서쪽이 약간 늦다.) 식충성 동물 겸 야행성 동물이다.

## 서식지
오스트레일리아 중부의 바위 환경에서 흔하게 발견된다. 또는 사우스오스트레일리아 주 전역과 노던 준주 그리고 웨스턴오스트레일리아 주에서도 발견된다. 웨스턴오스트레일리아 주 해안 지대 변경에 서식하는 개체군은 나중에 별도의 신종 로리쿠퍼가짜안테키누스(P. roryi)로 재분류되었다. 바위 경사면과 평원에서 서식한다.